# Drepanium bambergeri
Drepanium bambergeri là một loài Rêu trong họ Hypnaceae. Loài này được (Schimp.) C.E.O. Jensen mô tả khoa học đầu tiên năm 1887.